# Kćeri Marije Pomoćnice
Družba sestara Kćeri Marije Pomoćnice (tal. Figlie di Maria Ausiliatrice, skr. FMA i F.M.A., lat. Congregatio Filiarum Mariae Auxiliatricis), poznate i kao Don Boscove salezijanke (tal. Salesiane di Don Bosco), Sestre salezijanke, Don Boscove sestre ili Sestre salezijanke sv. Ivana don Bosca, katolička je ženska redovnička i apostolska družba posvećena naobrazbi i brizi za siromašne i napuštene djevojke i žene, utemeljen pod vodstvom sv. Marije Dominike Mazzarello s deseterim sestarama, polaganjem redovničkih zavjeta 5. kolovoza 1872., u talijanskom mjestu Mornese. Ime im je nadjenuo utemeljitelj sv. Ivan Bosco. Dio je salezijanskih družbi.
God. 2020. brojile su 11 535 članica (sestara) u 89 država i na pet kontinenata.

## Apostolat
Družba je misijskoga i odgojno-obrazovna poslanja te djeluju u redovničkim kućama i samostanima, većinom u gradskim četvrtima, brinući se za izobrazbu i osamostaljivanje žena svih dobnih skupina, evangelizirajući i živeći tzv. aktivno građanstvo.
Obilježava ih marijanska duhovnost i pobožnost prema Mariji Pomoćnici kršćana i euharistiji, jednostvanost i poniznost u međusobnim odnosima, odgojno-obrazovna posvećenost mladeži (osobito ženskoj) primjenom metoda utemeljitelja Reda Don Bosca i Marije Mazzarello.
Sestre djeluju u sljedećim državama (2008.):
- Afrika: Angola, Benin, Bjelokosna Obala, Burundi, DR Kongo, Ekvatorska Gvineja, Etiopija, Gana, Južna Afrika, Južni Sudan, Kenija, Madagaskar, Mozambik, Nigerija, Sudan i Togo;
- Amerike: Argentina, Bolivija, Brazil, Čile, Dominikanska Republika, Ekvador, Gvatemala, Haiti, Honduras, Kanada, Kolumbija, Kostarika, Meksiko, Nikaragva, Panama, Paragvaj, Peru, SAD, Salvador, Urugvaj i Venezuela;
- Azija: Filipini, Indija, Indonezija, Istočni Timor, Japan, Južna Koreja, Kina, Kambodža, Mjanmar, Tajland i Vijetnam;
- Europa: Austrija, Belgija, Češka, Engleska, Francuska, Hrvatska, Irska, Italija, Litva, Njemačka, Poljska, Portugal, Rusija, Slovačka, Slovenija i Turska;
- Australija i Oceanija.

Škole
(nepotpun popis)
- Osnovna škola Marije Kraljice Irske (ir. Scoil Mhuire Banríon na hÉireann) u Caherdavinu (otv. 1920.)
- Škola svete Marije (eng. St. Mary's School) u Guwahatiu (otv. 1924.)
- Srednja škola Marije Pomoćnice kršćana (eng. Mary, Help of Christians High School) u Liverpoolu (otv. 1965.)
- Nano Nagle Junior School, Bawnogue (Clondalkin)
- Scoil Talbot, Bawnogue (Clondalkin)
- St. Ronan’s National School, Deansrath (Clondalkin)
- Deansrath Community College, Clondalkin
- Shruleen Primary School, Clondalkin
- St. Finian’s Primary School, Finglas
- Zavod Marije Pomoćnice (tal. Istituto Maria Ausiliatrice), skup škola u Milanu[7][8]

## U Hrvatskoj
U Hrvatskoj djeluju od 1940., u redovničkim kućama (samostanima) u Zagrebu (Otavička 12) i Rijeci, kao dio Slovensko-hrvatske pokrajine »Marija Pomoćnica« sa sjedištem u Ljubljani. Drže dječji vrtić i internat za srednjoškolke, sudjeluju u župnim i pastoralnim aktivnostima te predaju vjeronauk u školama. U Zagrebu djeluju u sklopu Župe Duha Svetoga na Jarunu, vodeći formacije animatora, molitvene i katehetske skupine, Katolički dom za studentice „Laura“ te animacije Udruženja štovatelja Marije Pomoćnice (ADME).

## Podatci
Krajem 2008., Družba je brojila 14 306 sestara u 1455 kuća, od čega 480 sestara u Africi (85 zajednica), 4450 u Amerikama (549 zajednica), 2334 u Aziji (293 zajednice), 6694 u Europi (517 zajednica) te 49 u Oceaniji (11 zajednica).

## Vanjske poveznice
Sestrinski projekti
|  | Zajednički poslužitelj ima još gradiva o temi Kćeri Marije Pomoćnice |

Mrežna mjesta
- Službene mrežne stranice
- Službene mrežne stranice hrvatskoga ogranka
- FMA Hrvatska na Facebooku
- FMA CRO na YouTubeu